# Sokolo
Sokolo est une localité et une commune rurale malienne, chef-lieu du cercle de Sokolo dans la région de Ségou.

## Géographie
La localité de Sokolo est située sur la route nationale RN 31 (axe Kourouma-Guiré) à 180 km au nord du chef-lieu régional Ségou.
| Guiré  | Dogofry | Diabaly                 |
| Guiré  | Sokolo  | Diabaly                 |
| Bellen | Bellen  | Sirifila-Boundy, Mariko |

## Histoire
Sokolo est un village trés ancien fondé à l'époque du royaume du Ouagadou, les premiers habitants seraient des Mossis qui auraient après plusieurs années migrer pour le Yatenga dans l’actuel Burkina Faso. 
Lors de la réforme administrative de 2023, la localité est érigée en chef-lieu du 9e cercle de la région de Ségou.

## Toponymie
La commune doit son nom au mot sokala qui signifie agglomération en langue locale.

## Villages et hameaux
La commune s'étend sur 17 localités relevées lors du recensement général de 2009. 
Les villages les plus peuplés sont :
- Sokolo (10 846 habitants) ;
- Dougouba (2 115 habitants) ;
- Massarazana (1 917 habitants).

La commune compte 6 villages de plus 1 000 habitants en 2009 et 10 hameaux.
La loi 2023-007 attribue à la commune 18 villages, fractions ou quartiers :
- Sokolo
- Séguindara
- Hérébougou
- Hamdallaye
- Némabougou
- M'Bentié
- Kandiourou
- Cheickbougou
- Kogoni Peulh
- Darsalam
- Diadian
- Massarazana
- Famambougou
- Chokoun
- Dougouba
- Ségou Coro
- Médina Coura
- Singo Ragambé

## Population
La population est essentiellement composée des ethnies : Bambara, Peulh, Maure, Sarakolé, Bella, Minianka, Mossi et de Bozo.

## Politique
Le conseil municipal est composé de 23 personnes dont 7 femmes. Le bureau communal est de 4 personnes dont une femme qui est 2e adjointe au maire.
Cette année 2023 l'arrondissement de Sokolo a été érigé en cercle composé de 3 arrondissements( Sokolo,Diabaly et Dogofry)

## Éducation
L'école de Sokolo baptisé Bouyagui Fadiga a été créée en 1895 par le Sergent Français Lebleau[réf. nécessaire] après le passage de l'explorateur français René Caille[réf. souhaitée].

## Commerce
Le jour de foire de Sokolo est le lundi.

## Lien
- Plan de sécurité alimentaire de la commune rurale de Sokolo 2007 2011, Web archive.